# Evangelische Kirche Weisbach
Die Dorfkirche Weisbach ist eine evangelische Kirche in Weisbach, einem Ortsteil von Waldbrunn im Neckar-Odenwald-Kreis im nördlichen Baden-Württemberg.
Bestrebungen zum Bau einer eigenen Kirche in Weisbach, das kirchlich jeher zu Strümpfelbrunn zählte, gehen auf das frühe 20. Jahrhundert zurück, doch scheiterte die Verwirklichung der Pläne mehrmals am Verlust der gesammelten Gelder zur Zeit der Inflation und der Währungsreform 1948. Nachdem erneut Geld gesammelt worden war, konnte 1954/55 die Dorfkirche nach Plänen des Heidelberger Architekten G. Hauss erbaut werden. Als Baumaterial dienten überwiegend Abbruchsteine, die von den Gemeindemitgliedern selbst gebrochen wurden, sowie gespendetes Bauholz aus einem nahegelegenen Waldstück des Patronatsherrn, Berthold Markgraf von Baden. Die Kirche wurde am 19. Mai 1955 eingeweiht.
Die kleine Dorfkirche ist ein schlichtes, rechteckiges Gebäude aus Sichtmauerwerk mit einem einfachen Satteldach, das zur einen Seite über eine kleine Sakristei und eine Galerie vorgezogen ist, während an die gegenüberliegende Traufseite ein 15,5 Meter hoher offener Glockenturm an die Kirche angebaut ist. Der Haupteingang befindet sich an der dem Altar gegenüberliegenden Giebelseite. Die Giebelwand hinter dem Altarbereich ist mit einem Mauerwerksmosaik des Greiner Künstlers Klaus Arnold verziert, das nicht vorgeblendet ist, sondern während der Errichtung der Giebelwand im Bruchsteinverband entstand. Seitlich des Altarbereichs ist eine große Fensterwand, die im Wesentlichen für die Beleuchtung des Innenraums sorgt.
Die Kirche hat 116 Sitzplätze, im Glockenturm befinden sich drei Bronzeglocken der Glockengießerei Bachert aus Karlsruhe.